# Ukraiński Uniwersytet Katolicki
Ukraiński Uniwersytet Katolicki (ukr. Украї́нський католи́цький університе́т) – ukraińska uczelnia, powstała w 1994 r. we Lwowie jako Lwowska Akademia Teologiczna. UKU jest pierwszym uniwersytetem katolickim, który został otwarty na terytorium byłego Związku Radzieckiego, a także pierwszym uniwersytetem otwartym przez jeden ze wschodnich kościołów katolickich.

## Historia
Ukraiński Uniwersytet Katolicki kontynuuje tradycje Greckokatolickiej Akademii Teologicznej utworzonej w latach 1928–1929 przez metropolitę Andrzeja Szeptyckiego we Lwowie. Pierwszym Rektorem Akademii był kardynał Josyf Slipyj. W 1939 r. po agresji ZSRR na Polskę i okupacji Lwowa przez Armię Czerwoną uczelnia została zlikwidowana. Wznowiła działalność po wybuchu wojny niemiecko-sowieckiej i okupacji miasta przez Wehrmacht. Po ponownym zajęciu Lwowa przez Armię Czerwoną, ostatecznie zlikwidowana przez władze ZSRR w 1944 r.
Od 1963 r. tradycje Akademii kontynuował Ukraiński Uniwersytet Katolicki im. św. Klemensa w Rzymie.
Po wyjściu Ukraińskiej Cerkwi Greckokatolickiej z podziemia oraz uzyskaniu niepodległości przez Ukrainę w 1991 r. Uniwersytet rozpoczął przekazywanie swoich funkcji ukraińskiemu środowisku naukowo-religijnemu, które w 1994 r. utworzyło Lwowską Akademię Teologiczną. W 1998 r. Akademia została uznana przez Kongregację ds. Edukacji Katolickiej. Podczas swojej wizyty na Ukrainie 26 czerwca 2001 r. Papież Jan Paweł II pobłogosławił kamień węgielny przyszłego uniwersytetu. 29 czerwca 2002 r. Akademię przekształcono w Ukraiński Uniwersytet Katolicki.
18 sierpnia 2022 utworzono Fundację Ukraińskiego Uniwersytetu Katolickiego w Polsce.

## Rektorzy
- o. Mychajło Dymyd(inne języki)
- o. Borys Gudziak (od 2002-13)
- ks. Bogdan Prach (2013-23)
- dr Taras Dobko(inne języki) (od 2023)[3]

## Wydziały
- Wydział Filozofii i Teologii
- Wydział Humanistyczny
- Wydział Nauk o Zdrowiu
- Wydział Nauk Społecznych
- Wydział Nauk Stosowanych
- Lwowska Szkoła Biznesu